# Callejon

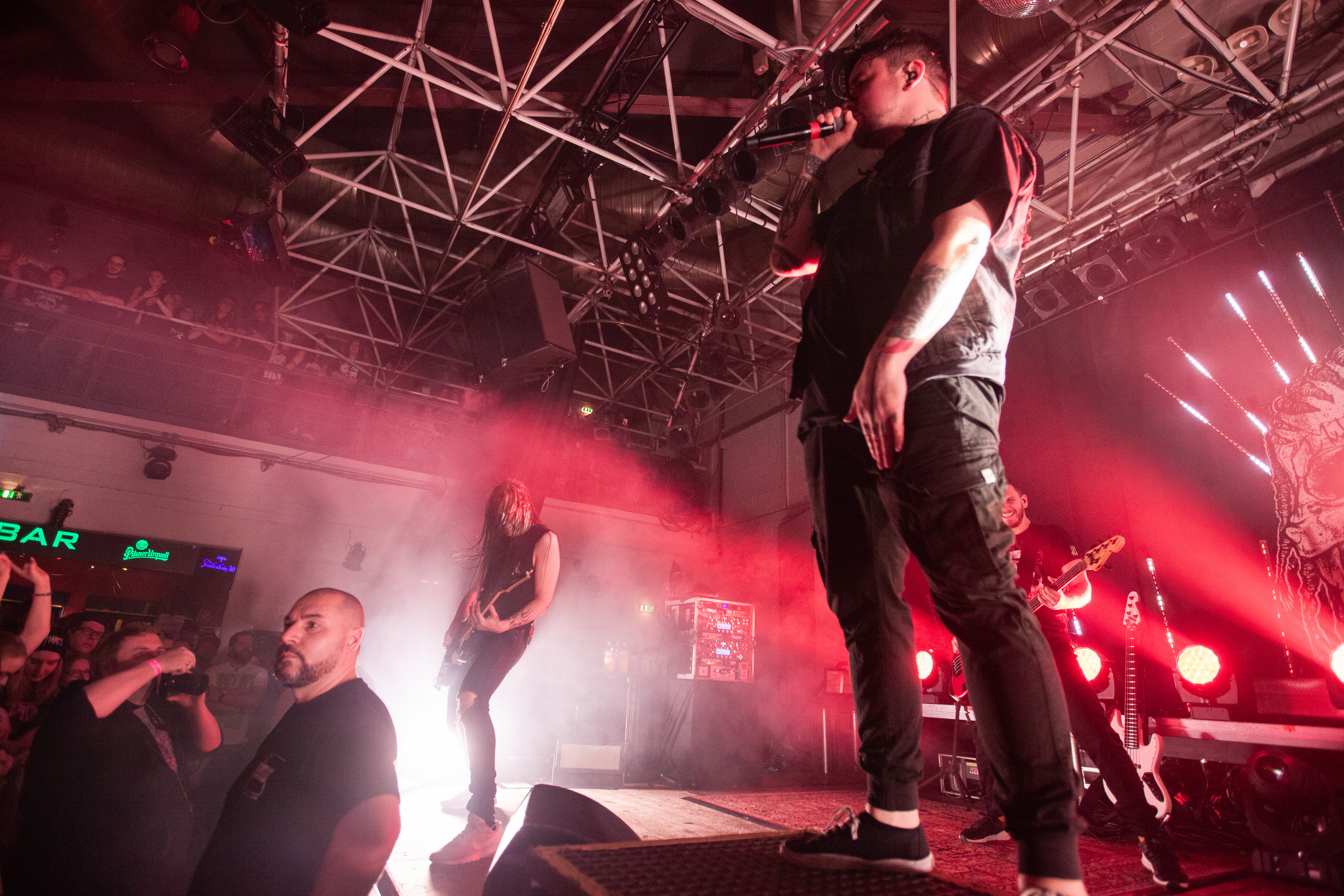
Cantante Bastian BastiBasti Sobtzick

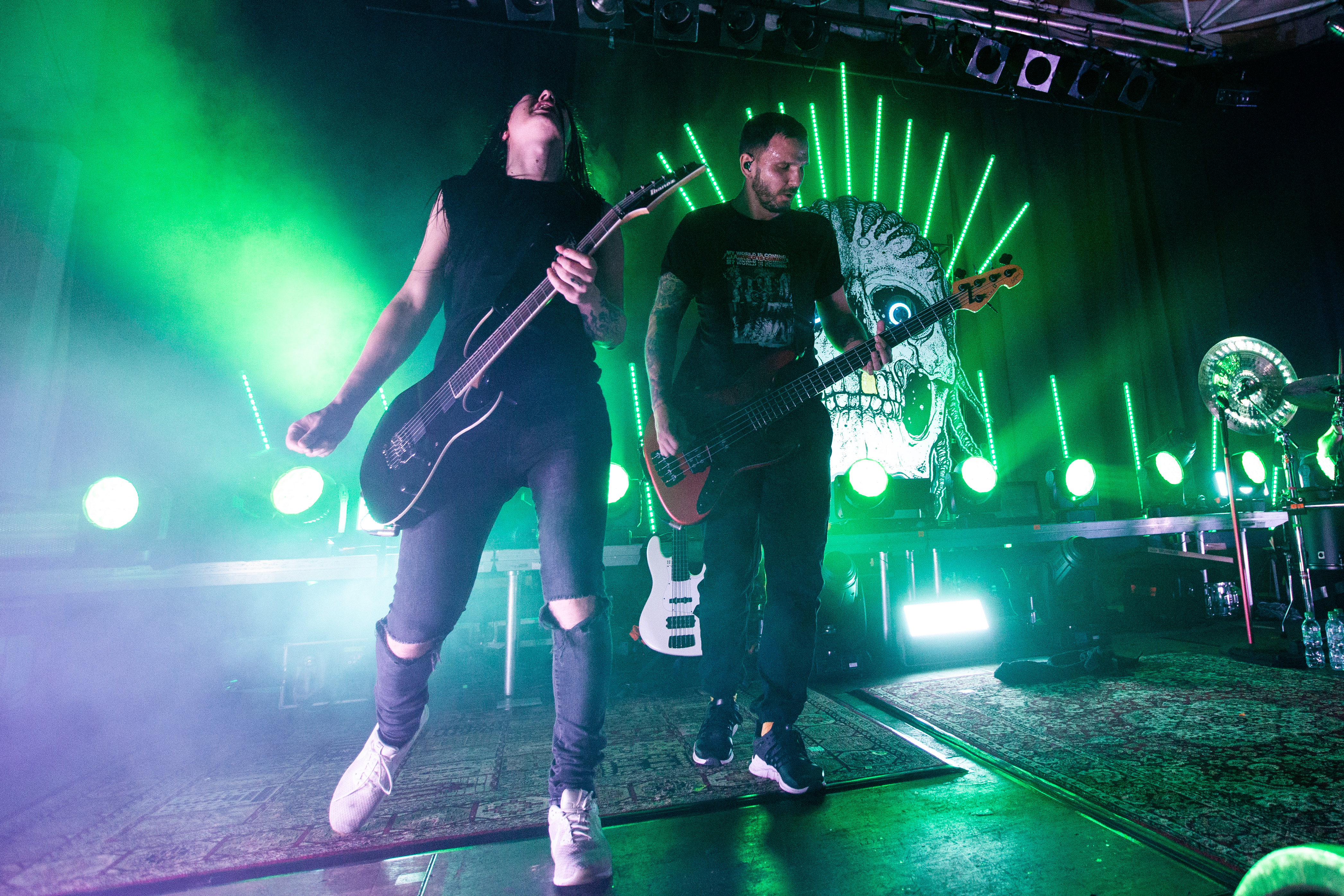
Il chitarrista Bernhard Horn e il bassista Thorsten Becker

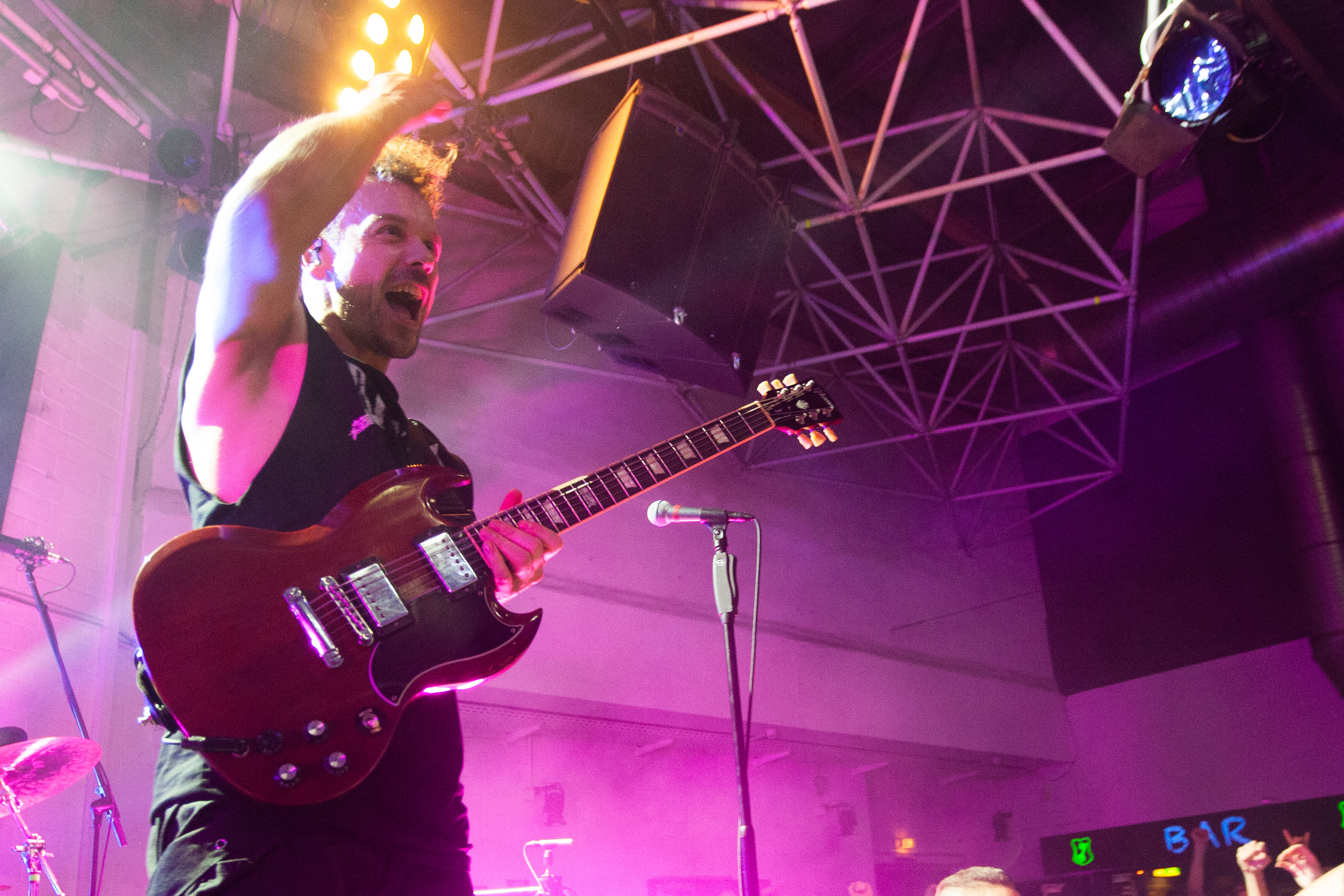
Il chitarrista Christoph Kotsche Koterzina

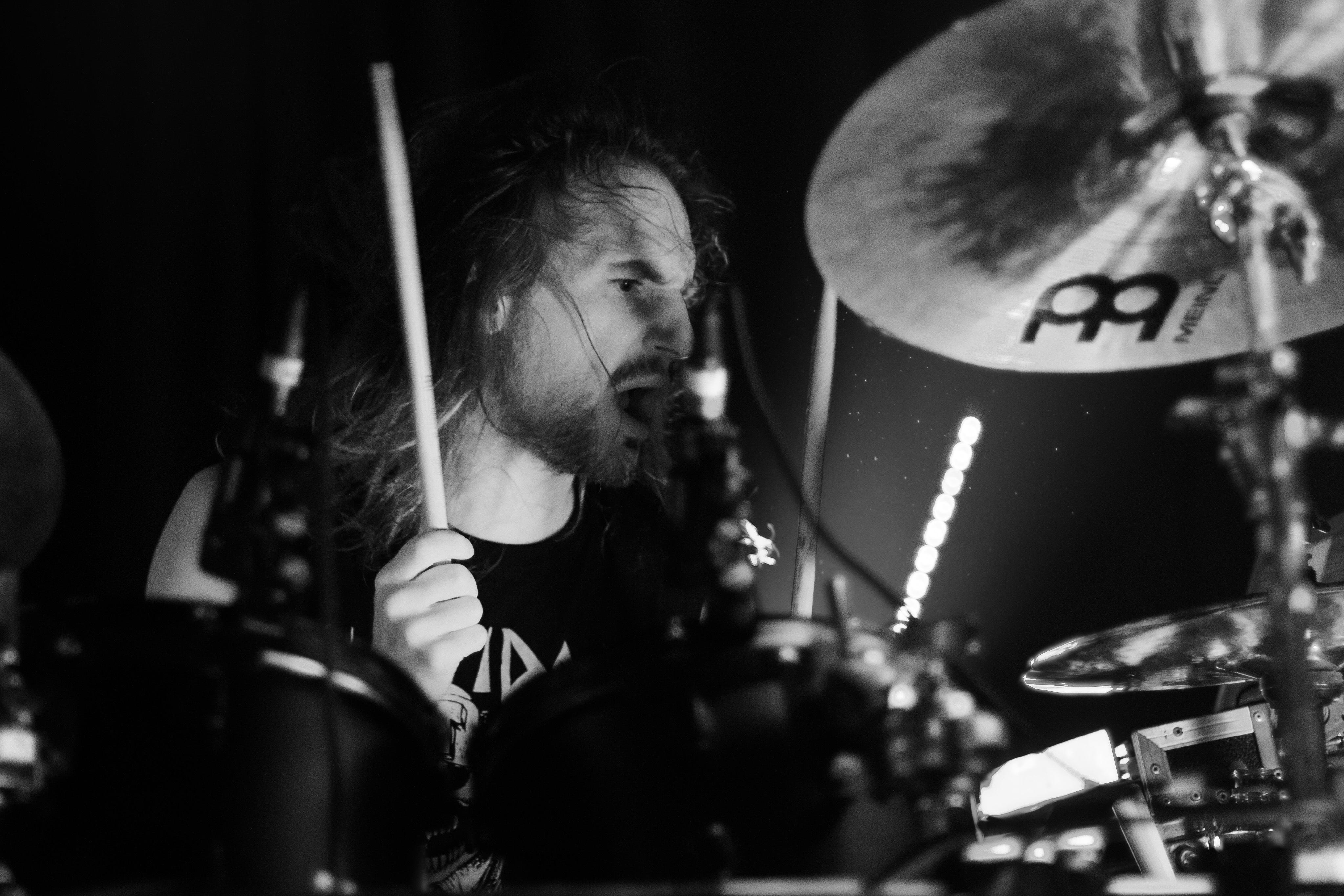
Il batterista Maximilian Kotze Kotzmann

I Callejon sono un gruppo metalcore tedesco formatosi a Düsseldorf nel 2002. La maggior parte dei loro testi sono in lingua tedesca.

## Storia
Il loro primo album fu un demo omonimo, pubblicato nel 2003. Nel maggio del 2005 è stato pubblicato il loro primo EP, Chronos, mentre il loro primo album vero e proprio è stato pubblicato nel 2006 con il titolo Willkommen im Beerdigungscafé, entrambi pubblicati sotto l'etichetta My Favourite Toy Records.
Nel 2008 firmano un contratto con la Nuclear Blast e pubblicano il loro secondo lavoro, Zombieactionhauptquartier. Nel 2010 viene messo in commercio Videodrome, terzo album in studio. Il quarto è stato pubblicato nel 2012, con il titolo Blitzkreuz, seguito nel 2013 da Man Spricht Deutsch, pubblicato per la Four Music.

## Formazione
- Bastian BastiBasti Sobtzick - voce
- Thorsten "Totti" Becke - basso
- Bernhard "Bernie" Horn - chitarra solista
- Christoph "Kotsche" Koterzina - chitarra ritmica
- Maximilian "Kotze" Kotzman - batteria

## Discografia
- Demo (2003)
- Chronos EP (2005)
- Willkommen im Beerdigungscafé (2006)
- Zombieactionhauptquartier (2008)
- Videodrom (2010)
- Blitzkreuz (2012)
- Man Spricht Deutsch (2013)
- Wir Sind Angst (2015)
- Fandigo (2017)